# Melicope clemensiae
Melicope clemensiae är en vinruteväxtart som beskrevs av Thomas Gordon Hartley. Melicope clemensiae ingår i släktet Melicope och familjen vinruteväxter. Inga underarter finns listade i Catalogue of Life.